# 秦岭乌头
秦岭乌头（学名：Aconitum liouii）为毛茛科乌头属下的一个种。

## 扩展阅读
- 維基物種上的相關：秦岭乌头